# Малка Арда
Ма́лка Арда (болг. Малка Арда) — село в Смолянській області Болгарії. Входить до складу общини Баніте.

## Населення
За даними перепису населення 2011 року у селі проживали 247 осіб, з них 211 осіб (99,5%) — болгари.
Розподіл населення за віком у 2011 році:
Динаміка населення: